# Paul Späni
Paul Späni (* 13. April 1929 in Winterthur; † 15. Februar 1993 in Davos) war ein Schweizer Opernsänger (Tenor) und Gesangspädagoge.

## Leben
Paul Späni wurde 1929 in Winterthur als jüngstes von elf Kindern geboren. Seine Gesangsausbildung fand in Wien bei Tino Pattiera statt. Sein erstes Engagement hatte er von 1956 bis 1957 an der Wiener Volksoper. Er war dann bis 1962 an der Deutschen Oper am Rhein Düsseldorf-Duisburg tätig. Dort wirkte er am 21. Oktober 1961 in der Uraufführung der Oper Die Ameise von Peter Ronnefeld mit. Von 1962 bis 1964 war er Mitglied der Staatsoper Karlsruhe. Er sang 1964 bei den Salzburger Festspielen in Mozarts Zauberflöte. Von 1964 bis 1993 war er am Opernhaus Zürich beschäftigt und sang dort unter anderem 1965 in Verdis Falstaff. Er arbeitete als Gesangslehrer in Winterthur. Späni hatte drei Kinder, darunter die Sportmoderatorin Regula Späni (* 1965) und der Nordische Kombinierer Stefan Späni (* 1966).